# Ba-Phalaborwa
Ba-Phalaborwa es un municipio local sudafricano situado en el distrito de Mopani, en la provincia de Limpopo.

## Superficie
Ba-Phalaborwa tiene una superficie de 7490 km².

## Demografía
En 2022, tenía 188 603 habitantes, una densidad poblacional de 25,18 hab./km², y 51 651 viviendas.